# Pellerhaus

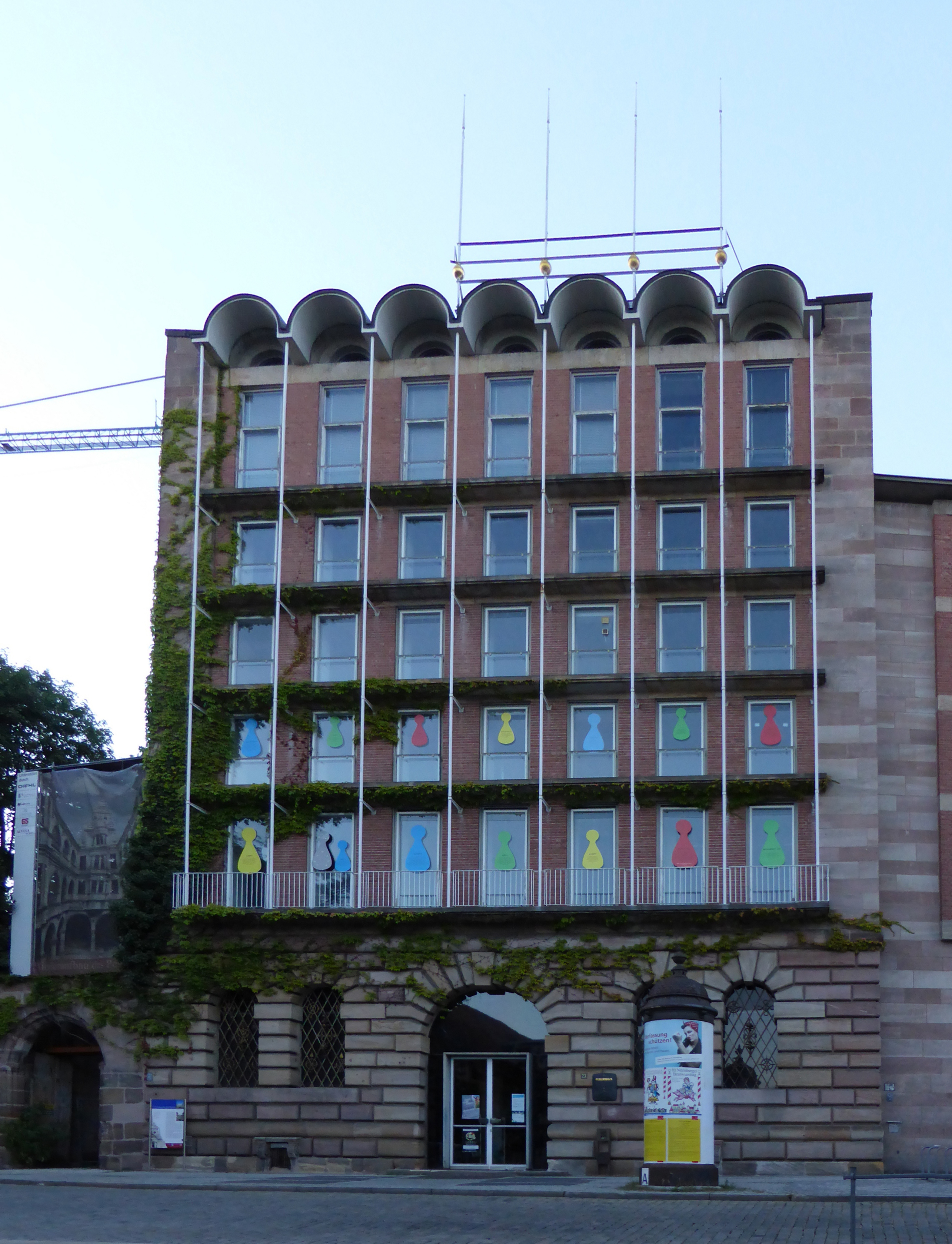
Façade sud, le "Mayerhaus" de 1957 (photo 2013)

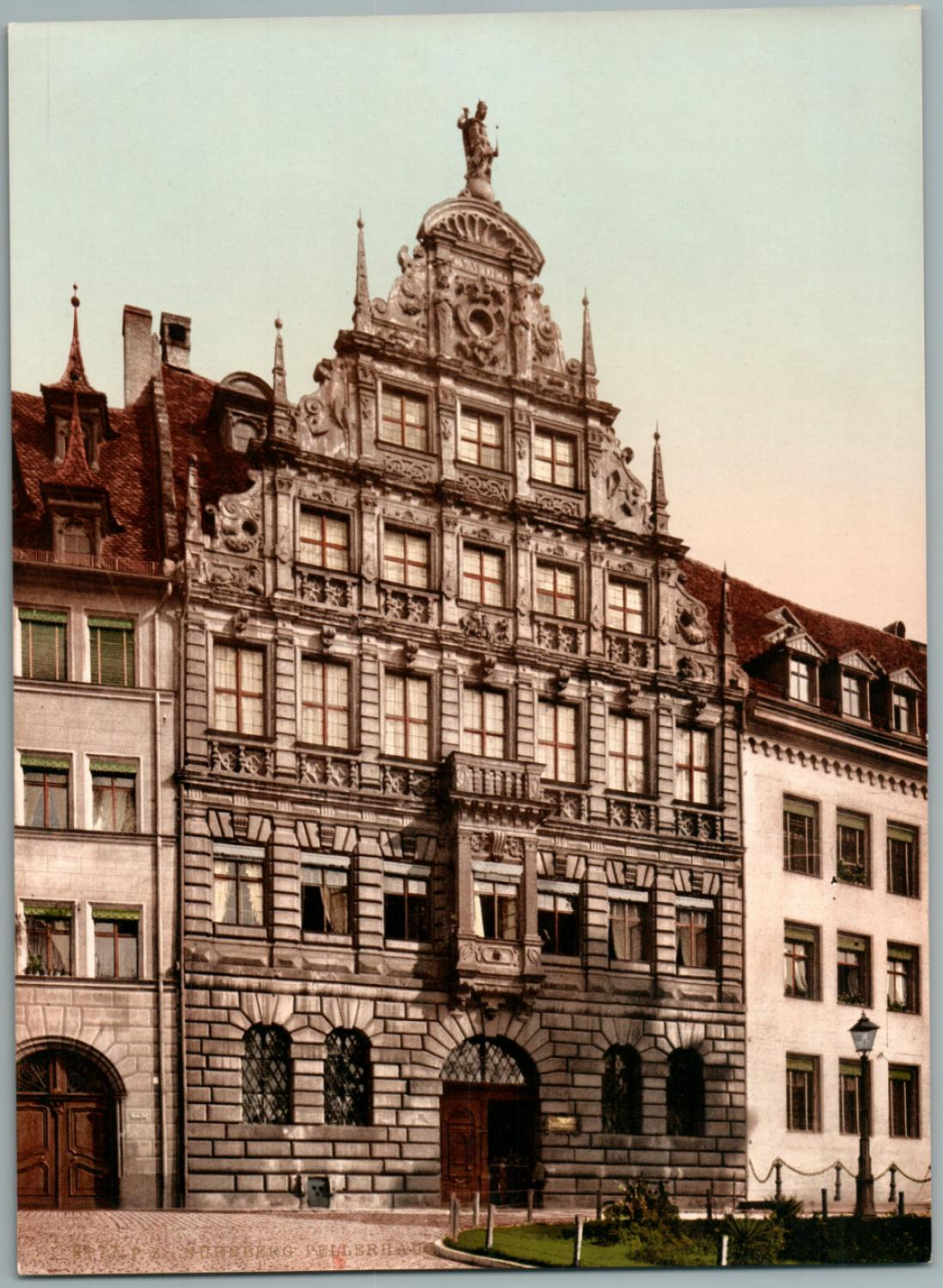
Façade du Pellerhaus d'origine avec la façade Renaissance, photo couleur d'environ 1897

Le Pellerhaus (également appelé « Mayersches Pellerhaus » en relation avec le bâtiment d'après-guerre) est un bâtiment d'archives et de bibliothèque situé dans la vieille ville de Nuremberg. Il est construit sur le site de l'historique Pellerhaus, détruite pendant la Seconde Guerre Mondiale. L'édifice actuel a été reconstruit après guerre dans le style contemporain de la fin des années 1950. Il a servi de succursale de la bibliothèque de la ville de Nuremberg jusqu'en 2012. Il est le siège des archives des jeux allemands à Nuremberg depuis 2010 . Il fait actuellement l'objet d'un programme de reconstruction visant à lui rendre son aspect d'antan.
Avant d'être partiellement détruit par les bombes lors des raids aériens sur Nuremberg en 1944 et 1945, il y avait une maison de ville de la Renaissance avec de riches galeries dans la cour qui était importante en termes d'art et d'architecture. Le rez-de-chaussée et certaines parties de la cour intérieure ont été préservés et intégrés dans le nouveau bâtiment en 1955/1957. À l'époque, il n'y avait aucun moyen financier pour la reconstruction complète. De 2008 à 2018, la cour intérieure a été reconstruite grâce à des dons à l'initiative de l'Altstadtfreunde Nürnberg (Amis de la Vieille ville de Nuremberg) . La première cérémonie d'inauguration a eu lieu en juillet 2018 ,. En novembre 2018, les amis de la vieille ville ont annoncé qu'ils prendraient en charge la reconstruction de l'ensemble du Pellerhaus . Ces plans sont controversés. Un nouveau concept d'utilisation pour le bâtiment d'après-guerre d'aujourd'hui sera développé en 2019. Le complexe immobilier des années 50 a besoin de rénovation après plus de 60 ans . 

## Emplacement
Le Pellerhaus est situé dans la vieille ville de Sebald, au sud-est du château impérial de Nuremberg et au sud de Maxtorgraben sur l'Egidienplatz . Le bâtiment attenant inférieur de l'actuel Pellerhaus (Mayerbau) a remplacé la maison détruite par la guerre du marchand Georg Zacharias Platner, que Carl Alexander Heideloff a conçue en 1828 dans le style classique avec des formes néo-gothiques individuelles. En 1905, un monument équestre à l'empereur Guillaume Ier a été érigé devant le Pellerhaus ,. 

## La Pellerhaus historique

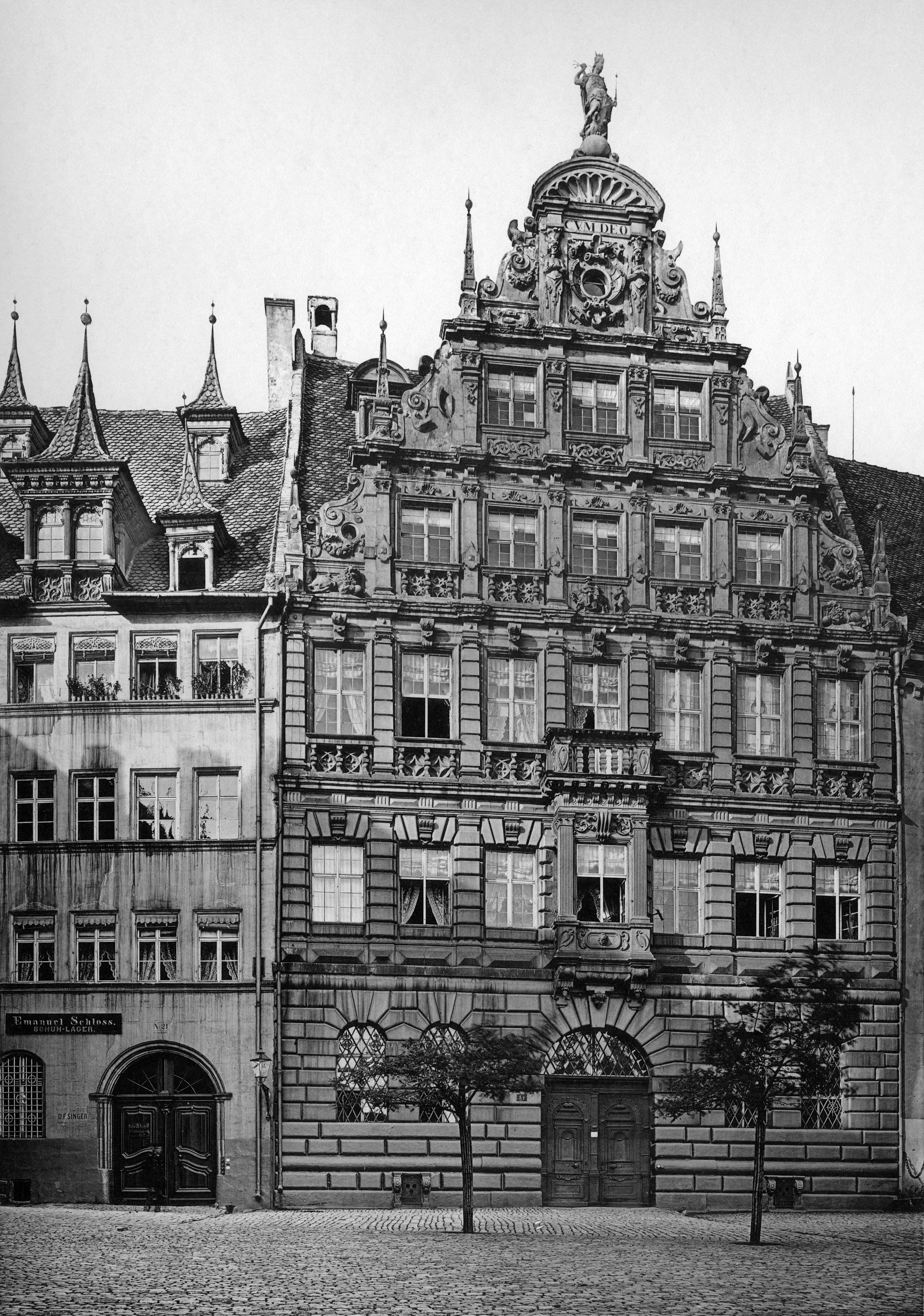
Vue du Pellerhaus depuis l'Aegidienplatz (1891)

L'ancienne Pellerhaus était connue dans l'histoire de l'art en tant qu'exemple typique d'une maison de ville d'environ 1600. Martin Peller fit construire la maison de 1602 à 1605 selon les plans de Jakob Wolff l'Ancien. Dans ses caractéristiques de base, elle correspondait à une "disposition de Nuremberg" classique avec le bâtiment avant, la cour intérieure et le bâtiment arrière. La façade du bâtiment avant, cependant, était inhabituellement élaborée pour Nuremberg. Au lieu d'une façade sobre et avec avant-toit, comme c'était le cas à Nuremberg, elle rappelle davantage les maisons de commerce des régions nord-allemande et hanséatique. 

## Destruction et reconstruction

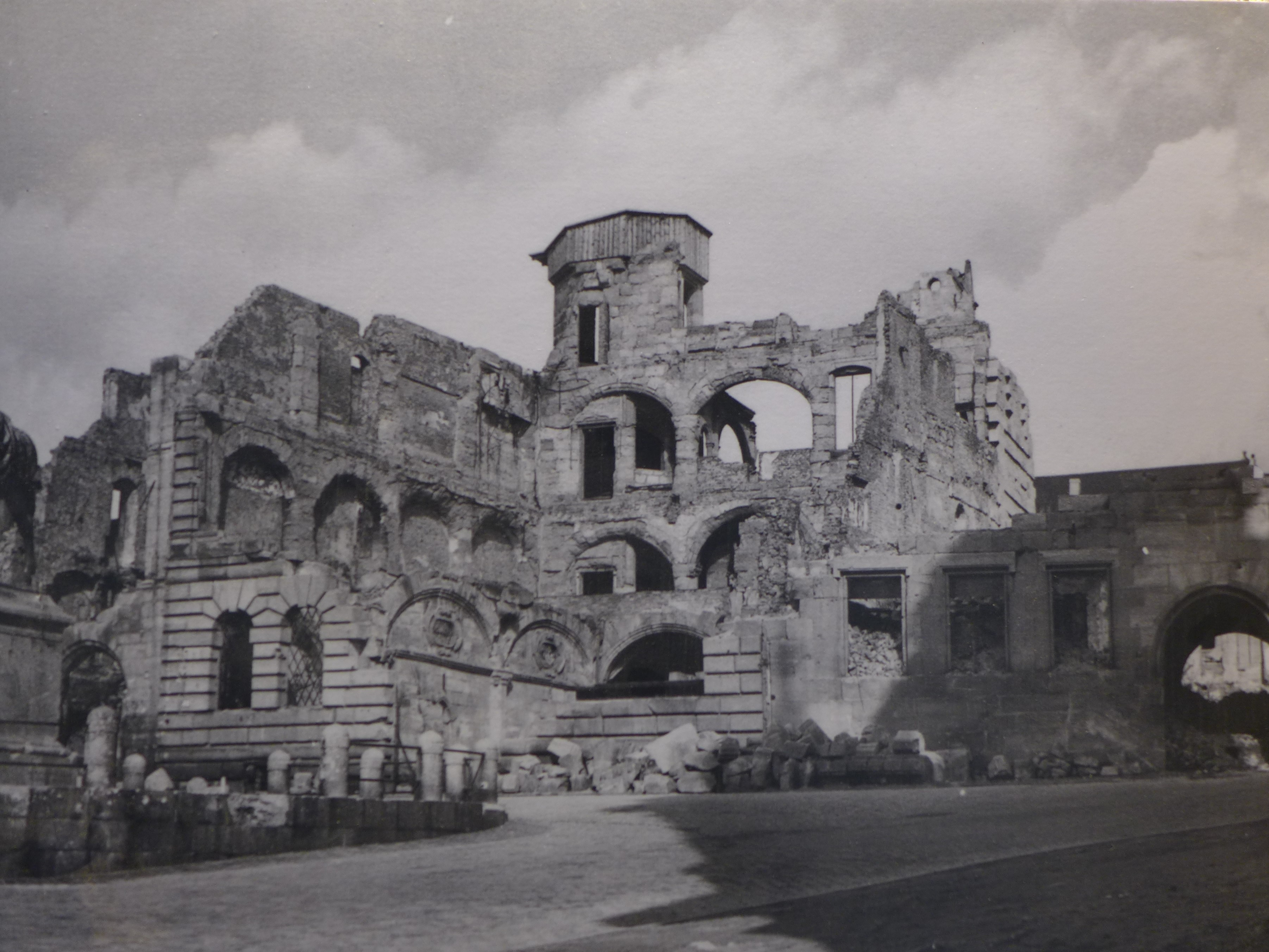
Ruines du Pellerhaus en 1945

Pendant le raid aérien sur Nuremberg le 3 octobre 1944, la Pellerhaus est gravement endommagée par des bombes explosives et complètement brûlée lors de l'attaque de la Royal Air Force le 2 janvier 1945. La maison s'est effondrée le 3 janvier 1945. Une partie du rez-de-chaussée avec le hall d'entrée, la tour d'escalier, la cave et de grandes parties de la cour à arcades ont été conservées. Des panneaux importants du Pellerhaus ont pu être sauvés du raid aérien ,. 

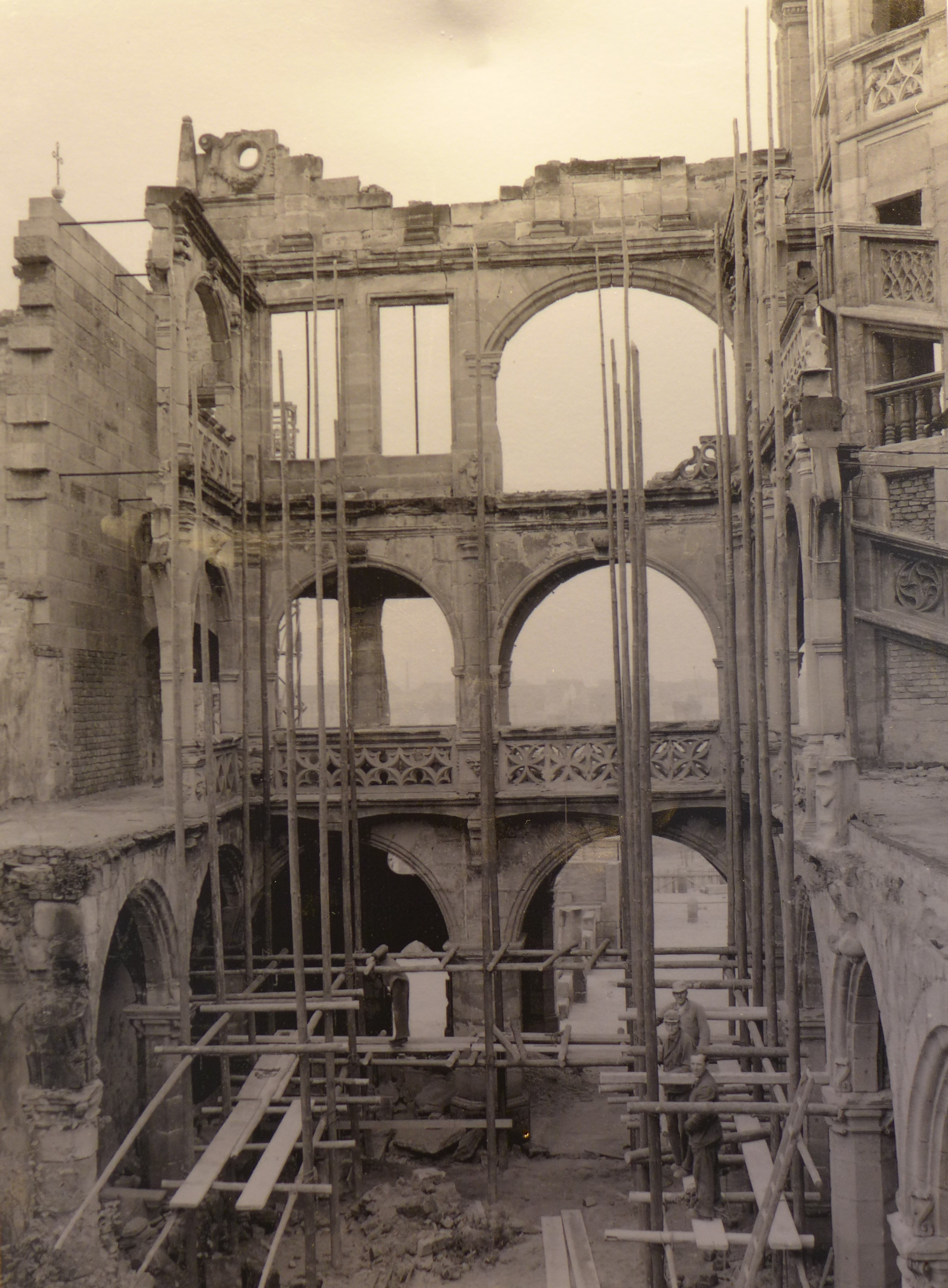
Premiers travaux de reconstruction du Pellerhof dans les années 1950 (archives de la ville)

En 1952, le "concours d'idées pour la reconstruction de l'Egidienplatz" est annoncé. Il comprenait des propositions d'aménagement urbain des côtés nord et ouest, en tenant compte du nouvel espace de vie à créer. En outre, les archives de la ville et les bibliothèques devaient être hébergées dans un seul complexe de bâtiments. Les architectes de Nuremberg Fritz et son fils Walter Mayer ont remporté le prix du concours. Leur conception prévoyait un développement complet sur la propriété de l'ancien Imhofhaus dans des formes fonctionnelles typiques de l'époque. Les salles d'archives et de bibliothèque, y compris la salle de lecture, sont regroupées autour d'une cour intérieure rectangulaire nouvellement créée. Les vestiges de l'ancienne Pellerhaus devaient être préservés et un bâtiment de stockage contemporain devait être construit sur le sous-sol partiellement reconstruit, qui était utilisé pour stocker les documents d'archives.  
Après l'élaboration des ébauches en 1953 et divers changements apportés au plan>, la première pierre fut posée le 7 avril 1956. En décembre 1957, le complexe immobilier est inauguré,. 
La reconstruction de la cour a commencé au printemps 1956 par des travaux de sécurité, au cours desquels, cependant, des parties de la structure originale de la Renaissance qui avaient été préservées ont été enlevées. En 1960, avec la reconstruction partielle des arcades de la cour au premier étage, la reconstruction a été initialement achevée. Le bâtiment a été placé sous la protection des monuments en 1998. 
Heinz Schmeißner, l'officier d'urbanisme de Nuremberg et responsable de la reconstruction de la ville dans la période d'après-guerre, a décrit plus tard comme une erreur le fait que le bâtiment Renaissance du Pellerhaus n'ait pas été reconstruit. Le célèbre critique d'architecture de Francfort, Dieter Bartetzko, a déclaré: «Les habitants de Nuremberg détestaient le Pellerhaus reconstruit (Mayer), aujourd'hui ils l'ignorent " . 

### Reconstruction de la cour intérieure

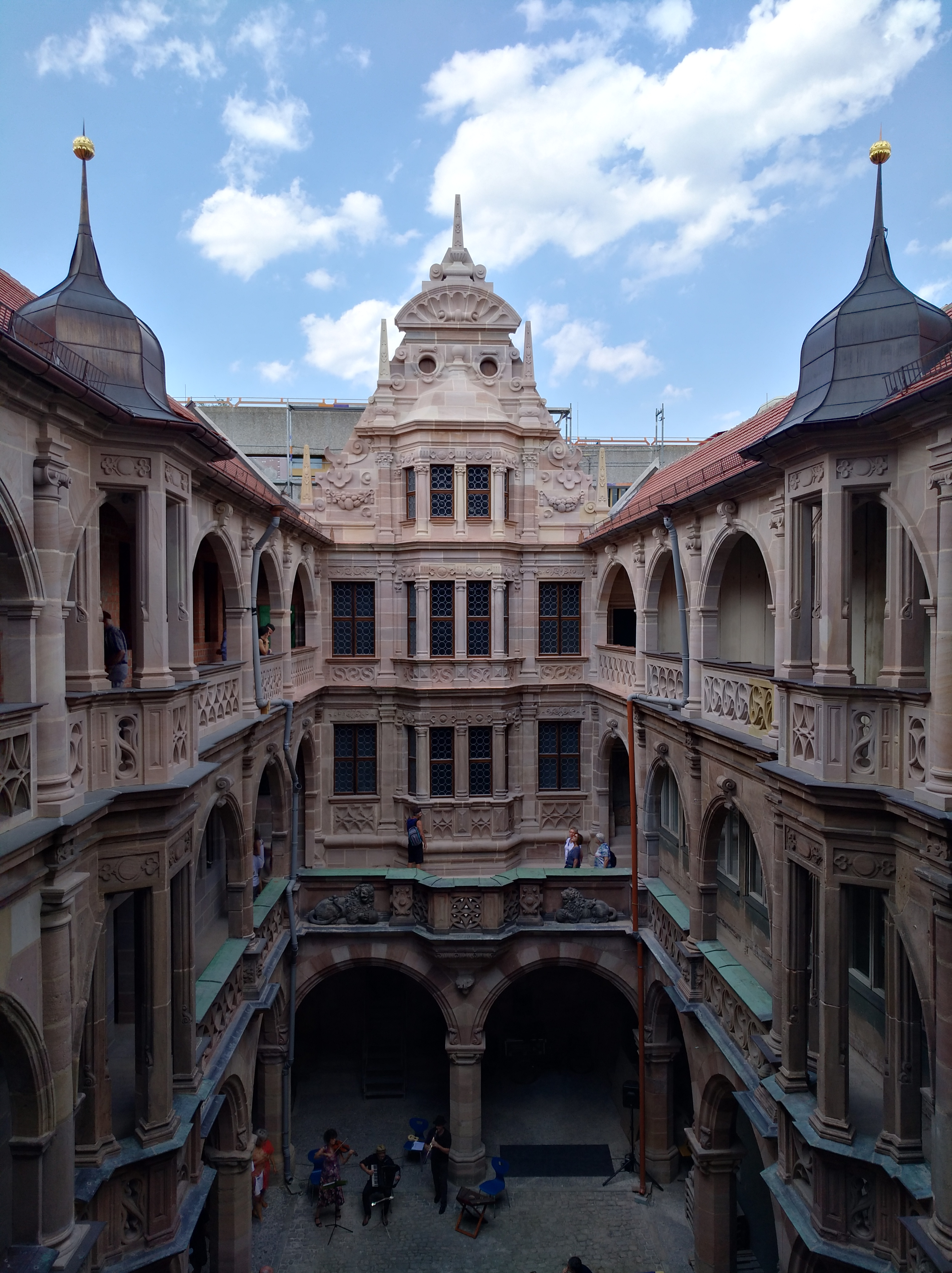
La cour intérieure Pellerhof achevée en juillet 2018

À l'automne 2005, une initiative s'est développée autour du tailleur de pierre Harald Pollmann pour reconstruire la cour intérieure du Pellerhaus. Celle-ci est considérée comme l'une des cours de la Renaissance les plus importantes parmi les hôtels particuliers européens. Les amis de la vieille ville de Nuremberg ont rejoint le projet et ont fondé le groupe de travail Pellerhaus. L'autorité de protection des monuments était initialement contre une reconstruction, car à leur avis cela mettrait en danger la substance historique existante. 
En mai 2006, le conseil municipal, contrairement au bureau de protection des monuments, a voté pour une reconstruction; mais à l'exclusion d'une participation financière à la reconstruction. En conséquence, l'initiative a développé un concept dans lequel chacun peut utiliser son don pour couvrir les coûts d'un bloc spécial de la façade. 
En octobre 2008, la première pierre de reconstruction de la façade de la cour a été posée lors d'une cérémonie. À la mi-2013, toute la hauteur des murs d'enceinte jusqu'au deuxième étage a été reconstruite, et la reconstruction de l'arcade a alors commencé . 

Les plus grands donateurs de la reconstruction de Pellerhof incluent la famille entrepreneuriale de Nuremberg Diehl avec 1,5 million d'euros  et la fondation culturelle de Sparkasse Nürnberg. Cette dernière a mis à disposition une somme de 91 500 euros pour le sommet du pignon avec couronne en 2007 et a ainsi permis des progrès significatifs dans la phase initiale du projet. Altstadtfreunde Nürnberg avait levé un total de 4,5 millions d'euros en février 2018. Une première cérémonie d'inauguration a eu lieu en juillet 2018. L'ouverture définitive du Pellerhof est prévue pour 2019  . 

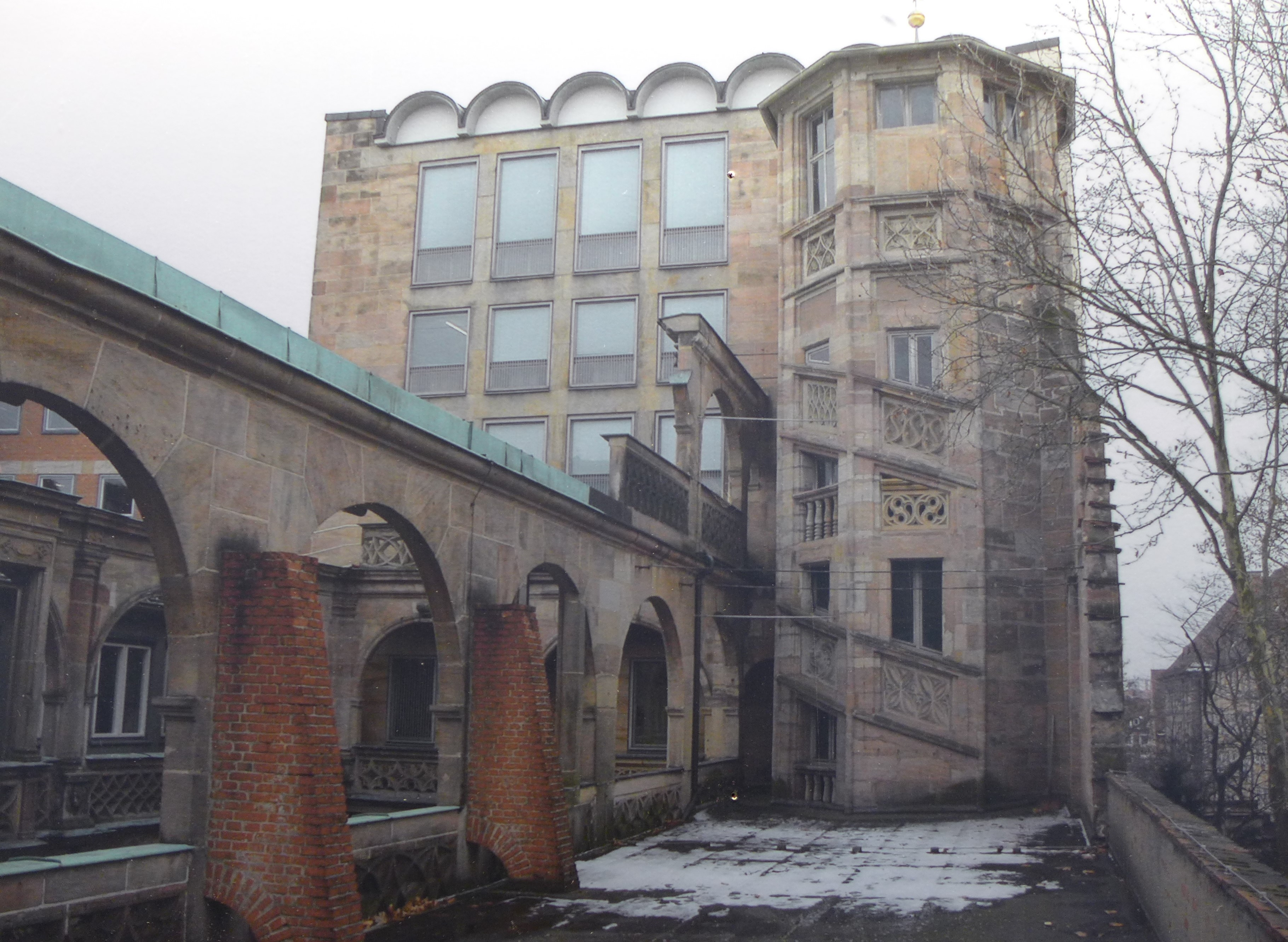
Vue arrière de la façade Mayer avec les arcades dans la cour avant la reconstruction
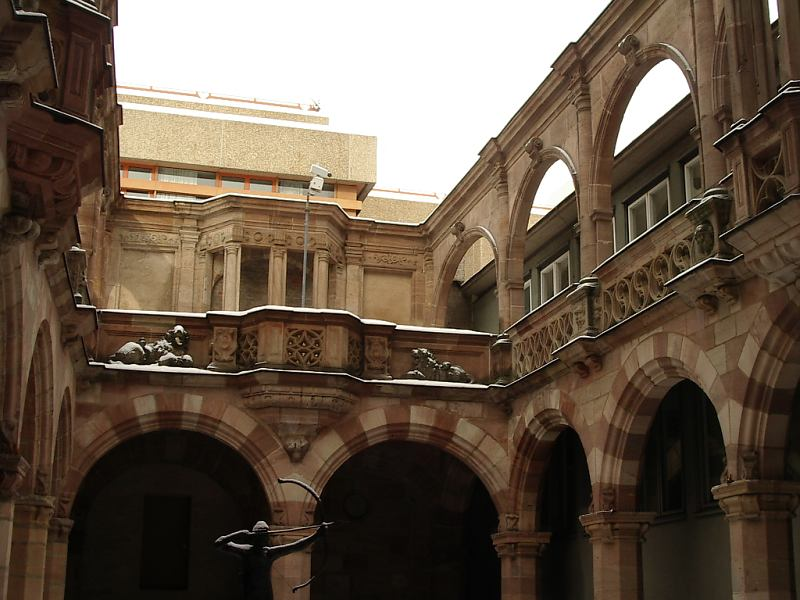
Vue de la cour intérieure au nord, 2004
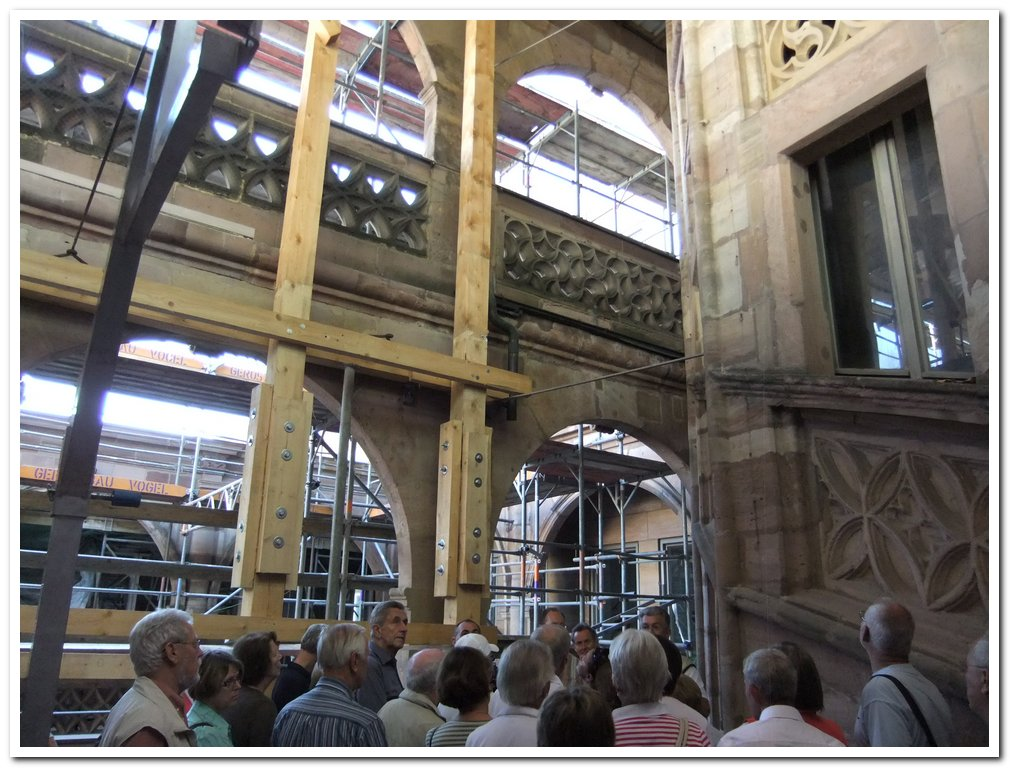
État de la construction en octobre 2011
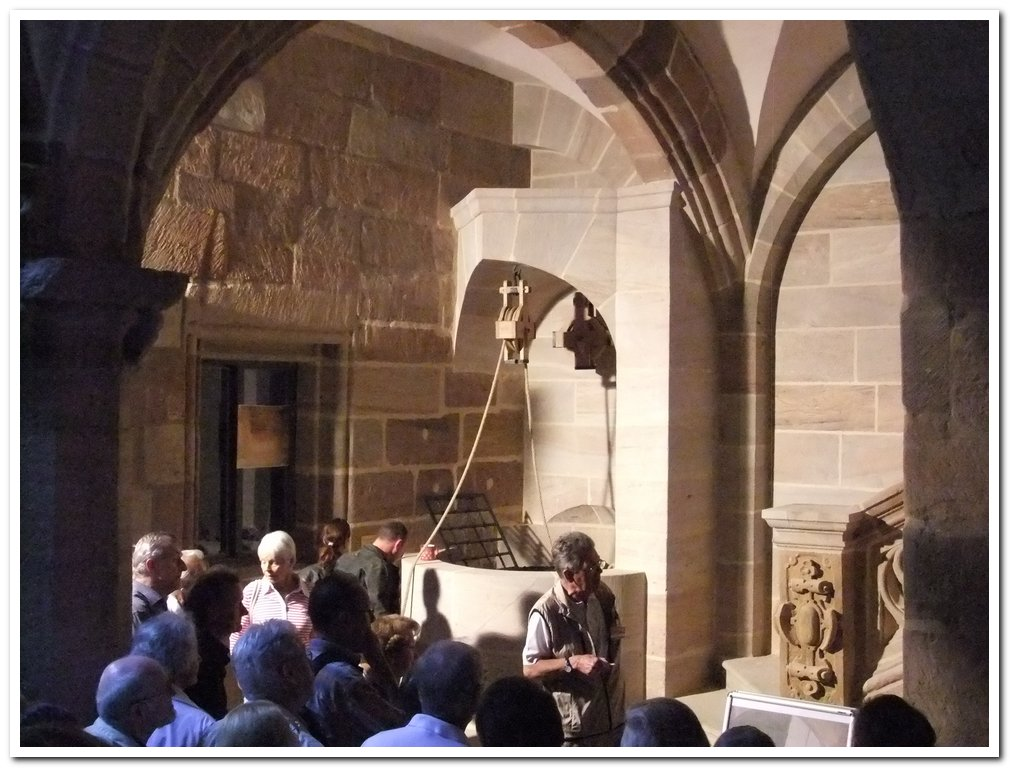
Fontaine reconstruite dans le Pellerhof
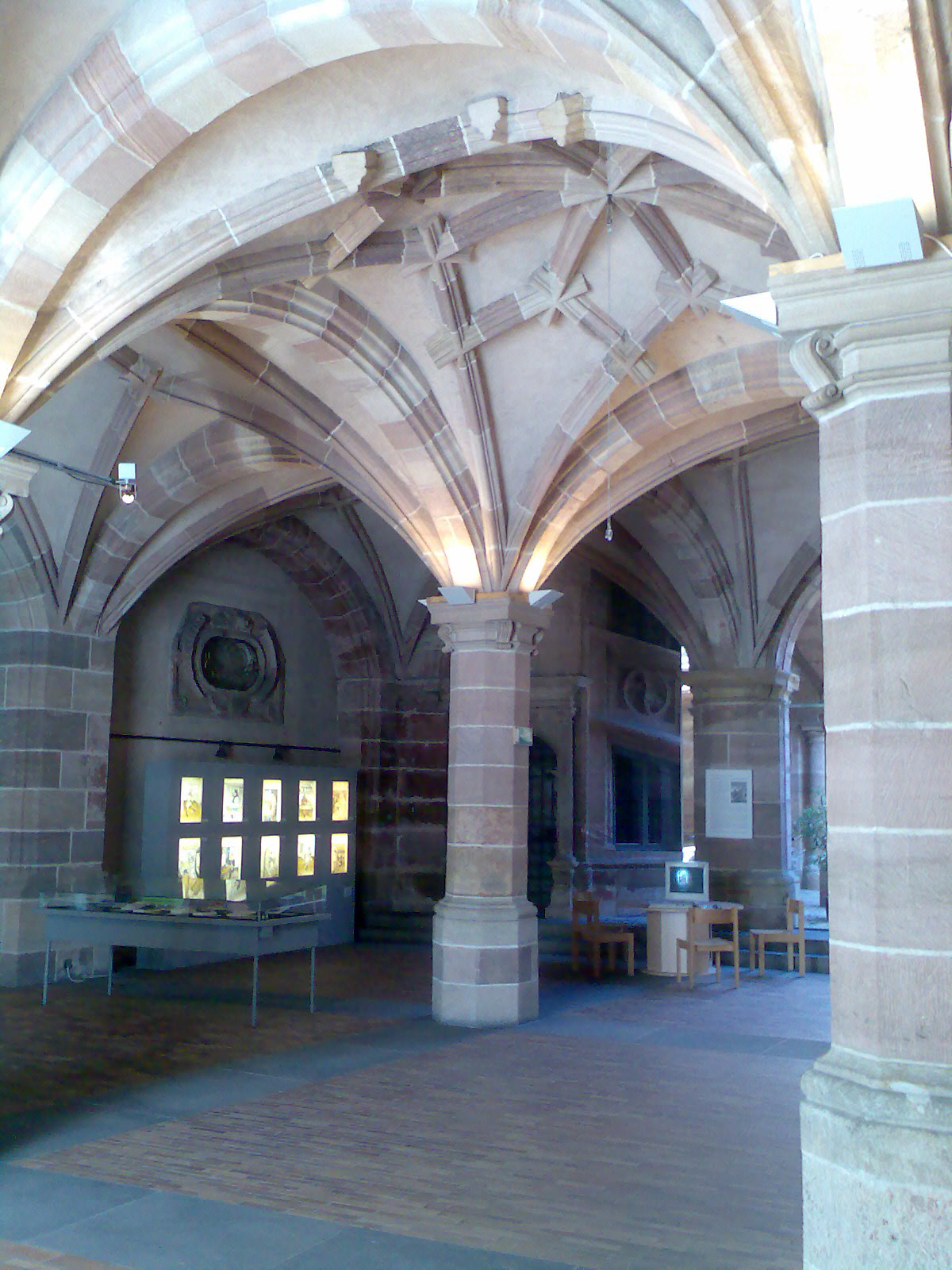
Hall d'entrée du Pellerhaus
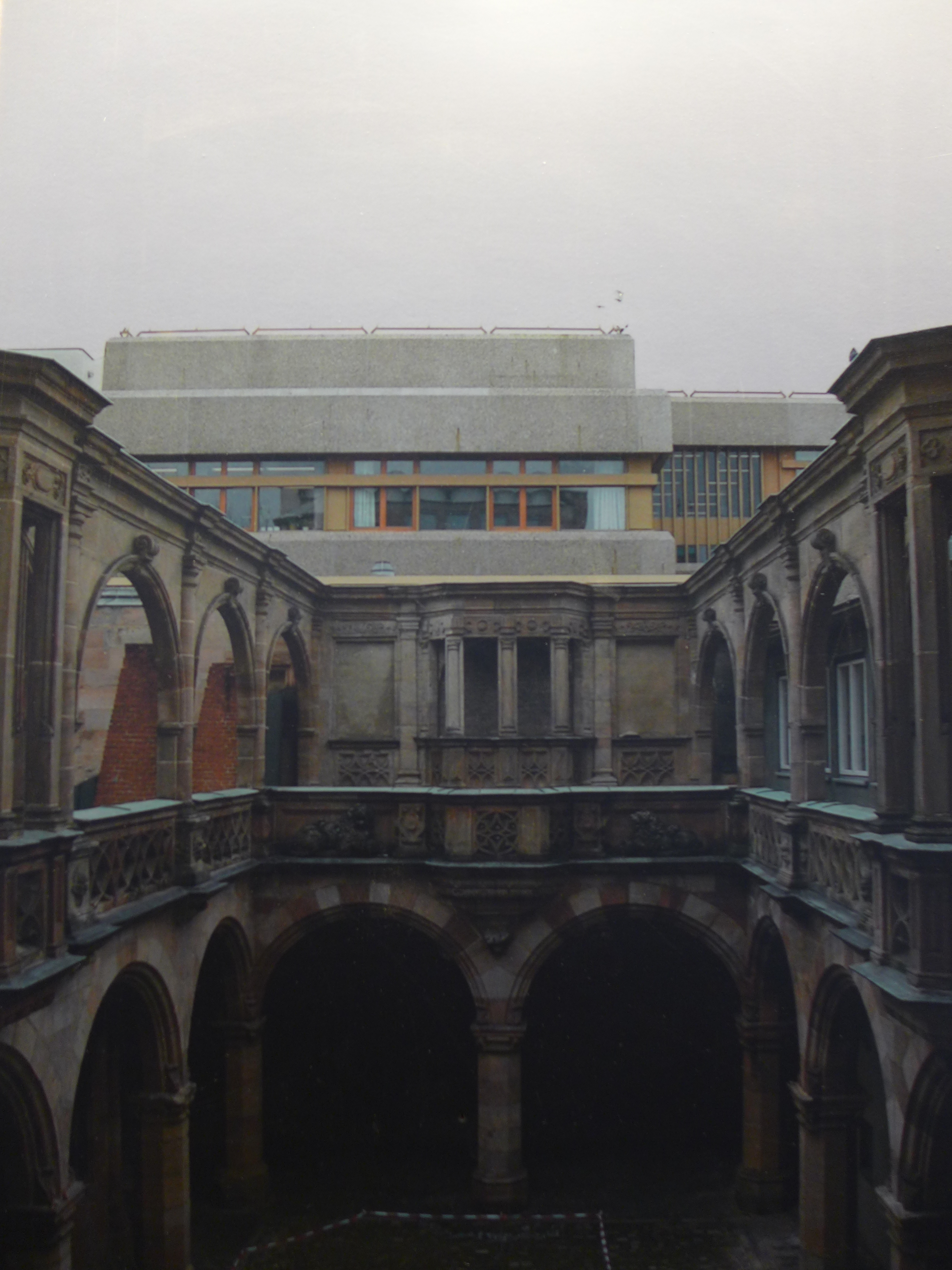
Façade nord avant le début de la reconstruction du Pellerhof
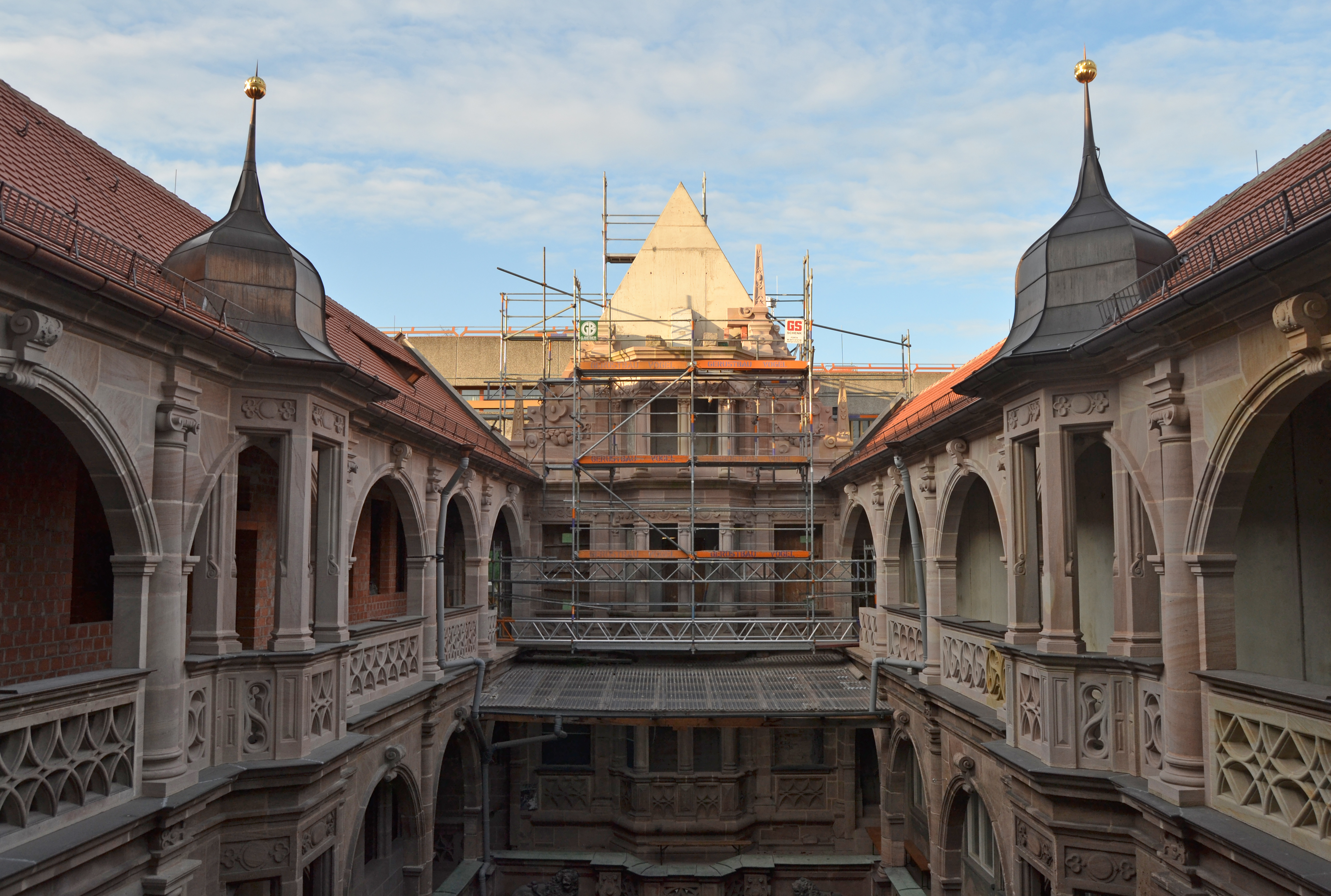
Façade nord en février 2018
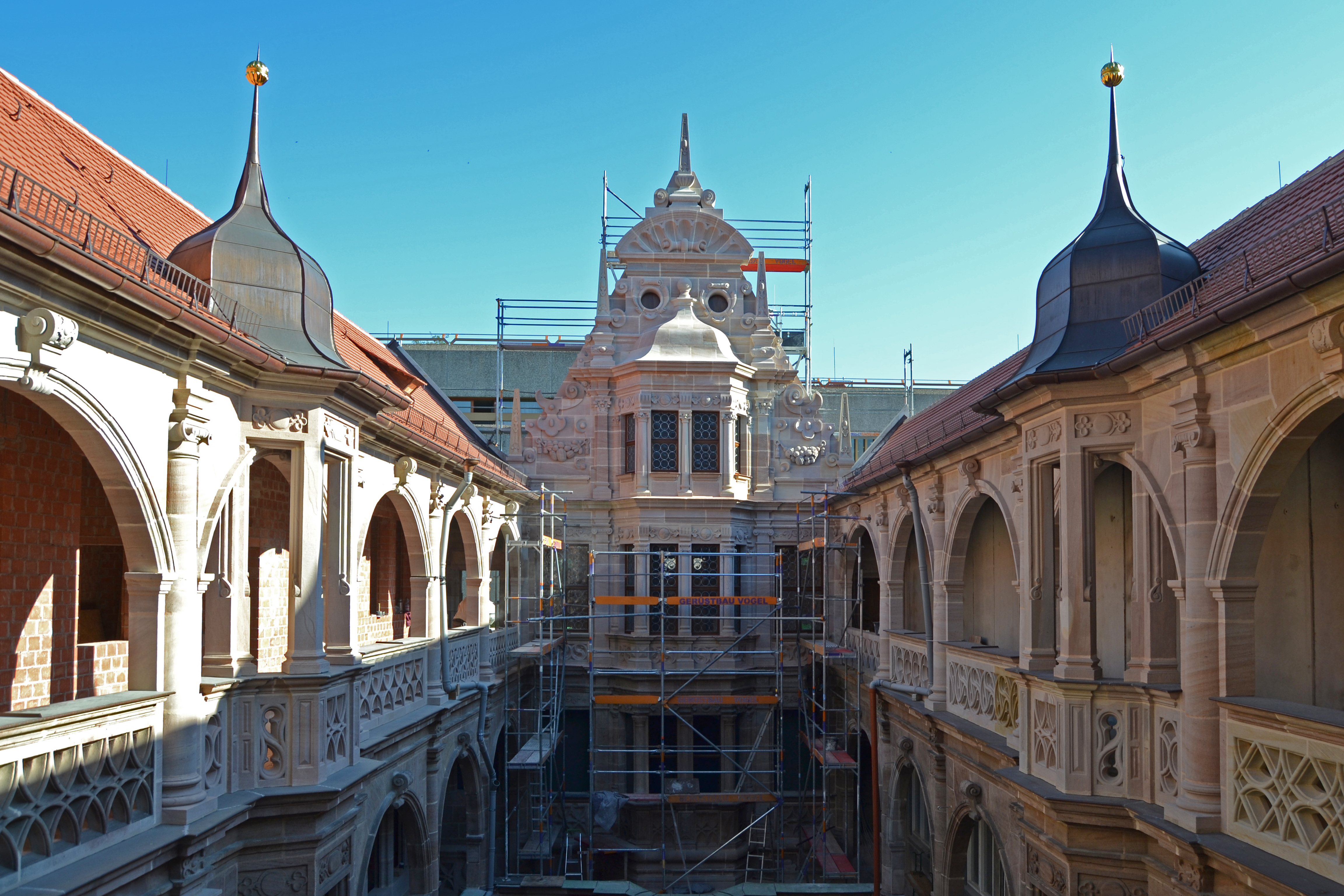
Façade nord en juin 2018

### Reconstruction de la façade sud
Une reconstruction de la façade sud, considérée par les historiens de l'art comme l'une des plus importantes façades séculaires de la Renaissance, est souhaitée par les amis de la vieille ville. Cette proposition est largement débattue dans la ville.

## Illustrations historiques

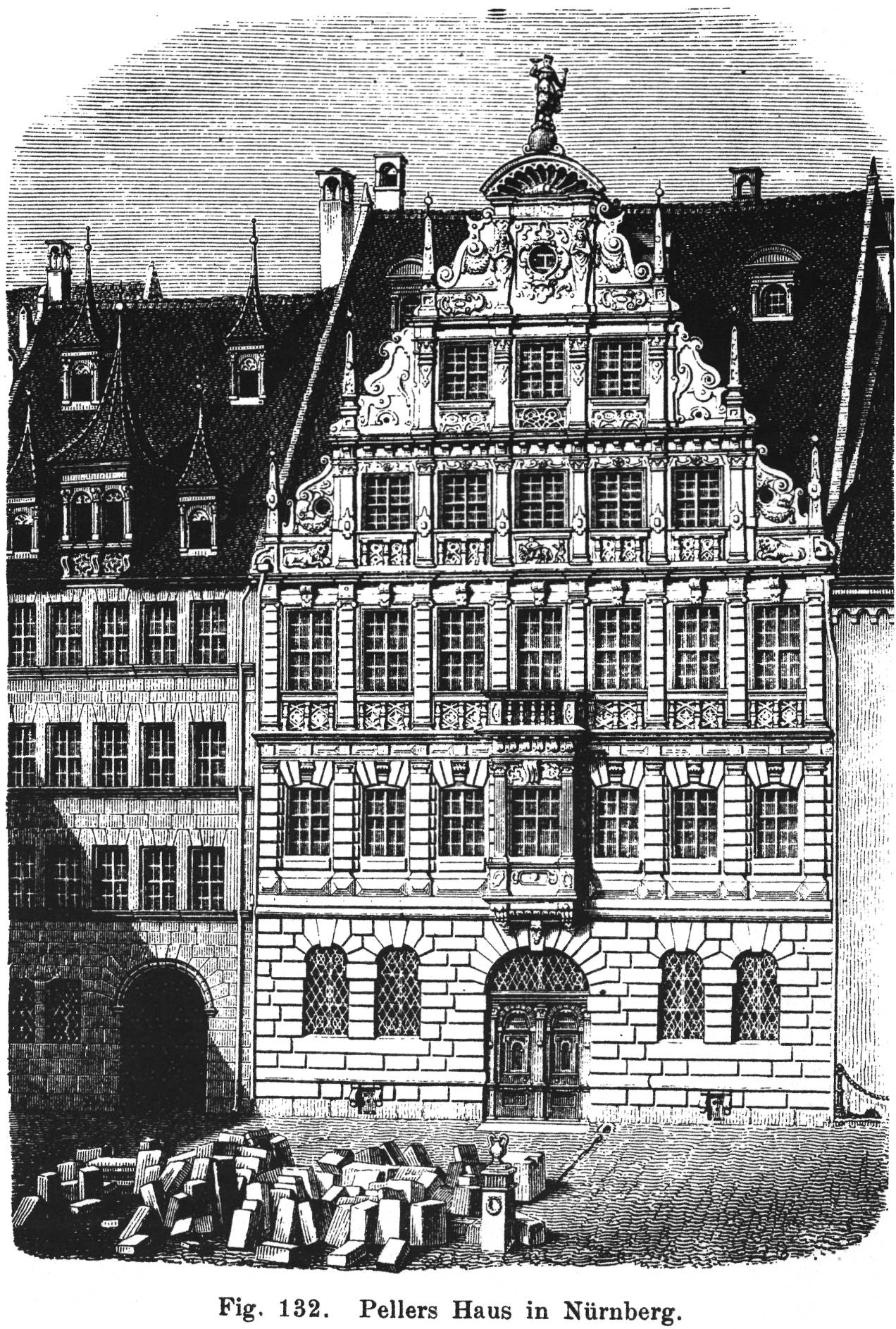
Façade sud (illustration dans le Reallexicon der Deutschen Antiquities 1885)
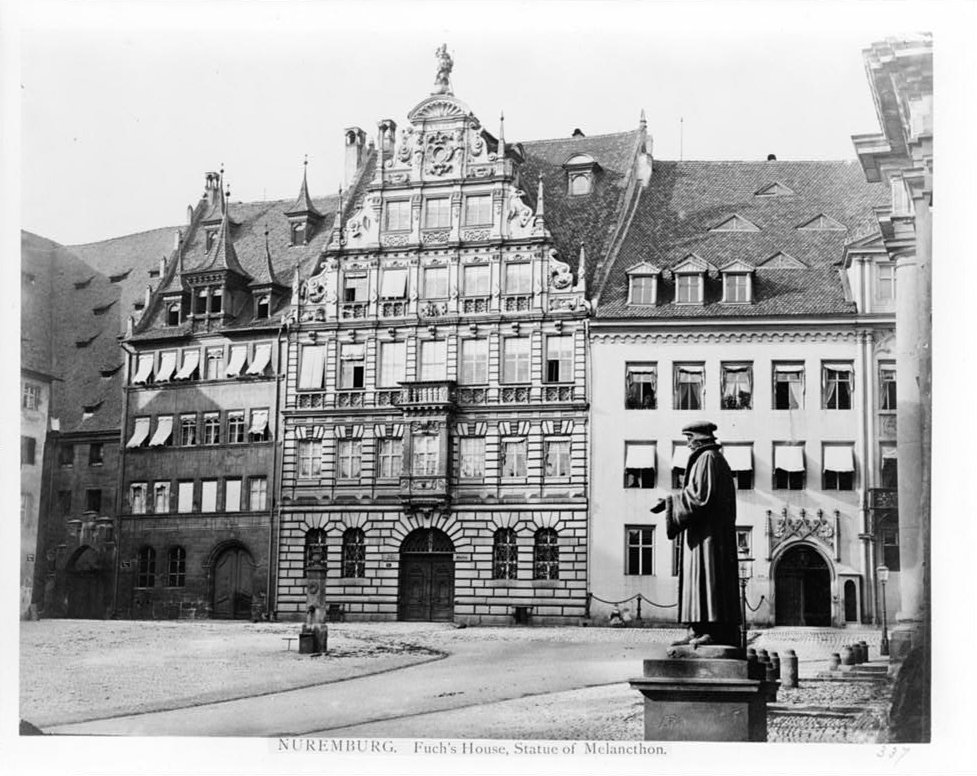
Façade sud et bâtiments voisins sur Aegidienplatz (à gauche la Schwarze Pellerhaus), photo (1860–1890)
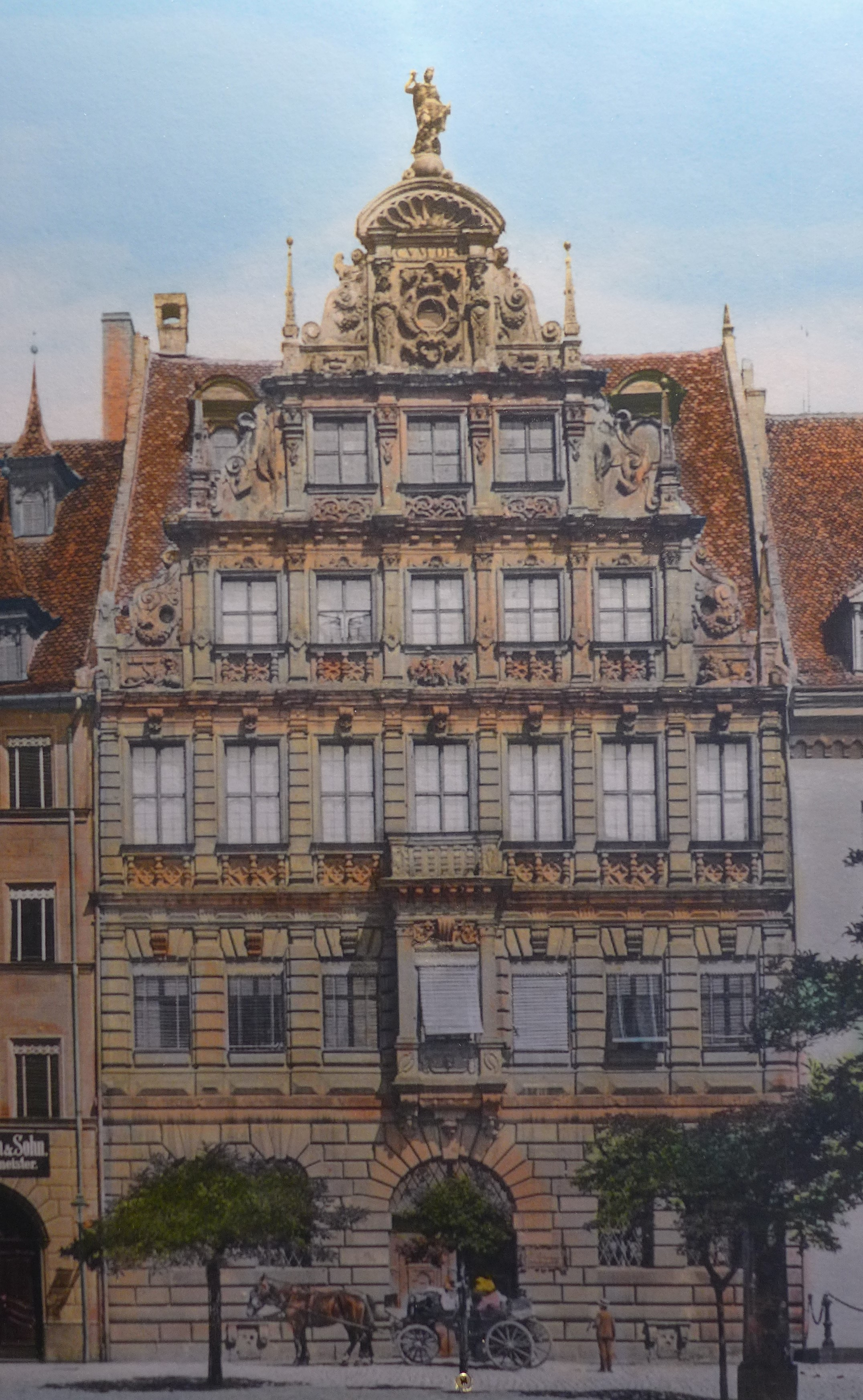
Photo couleur, fin du 19e siècle
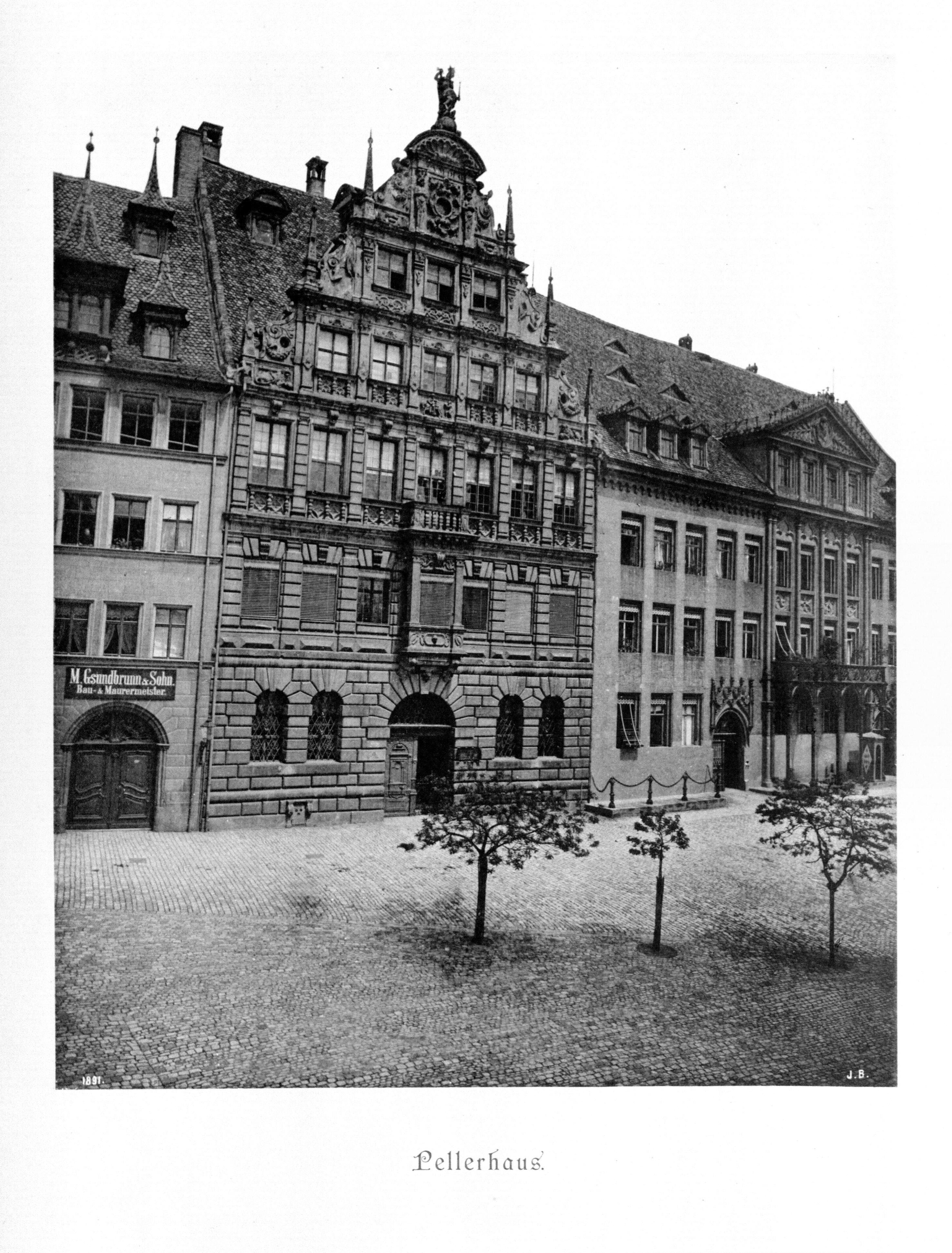
Vue depuis l'Aegidienplatz (1891)
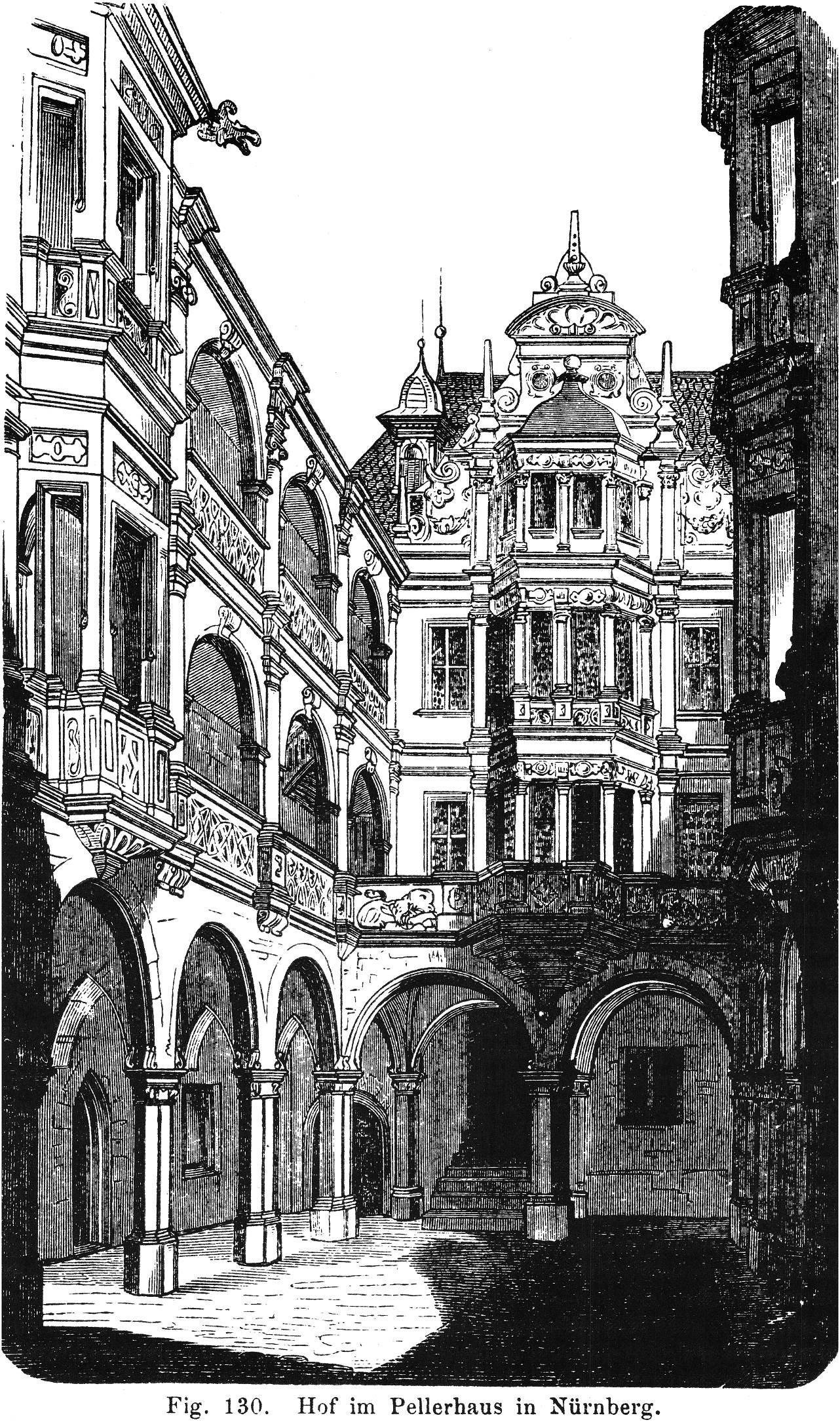
Cour intérieure, illustration (1885)
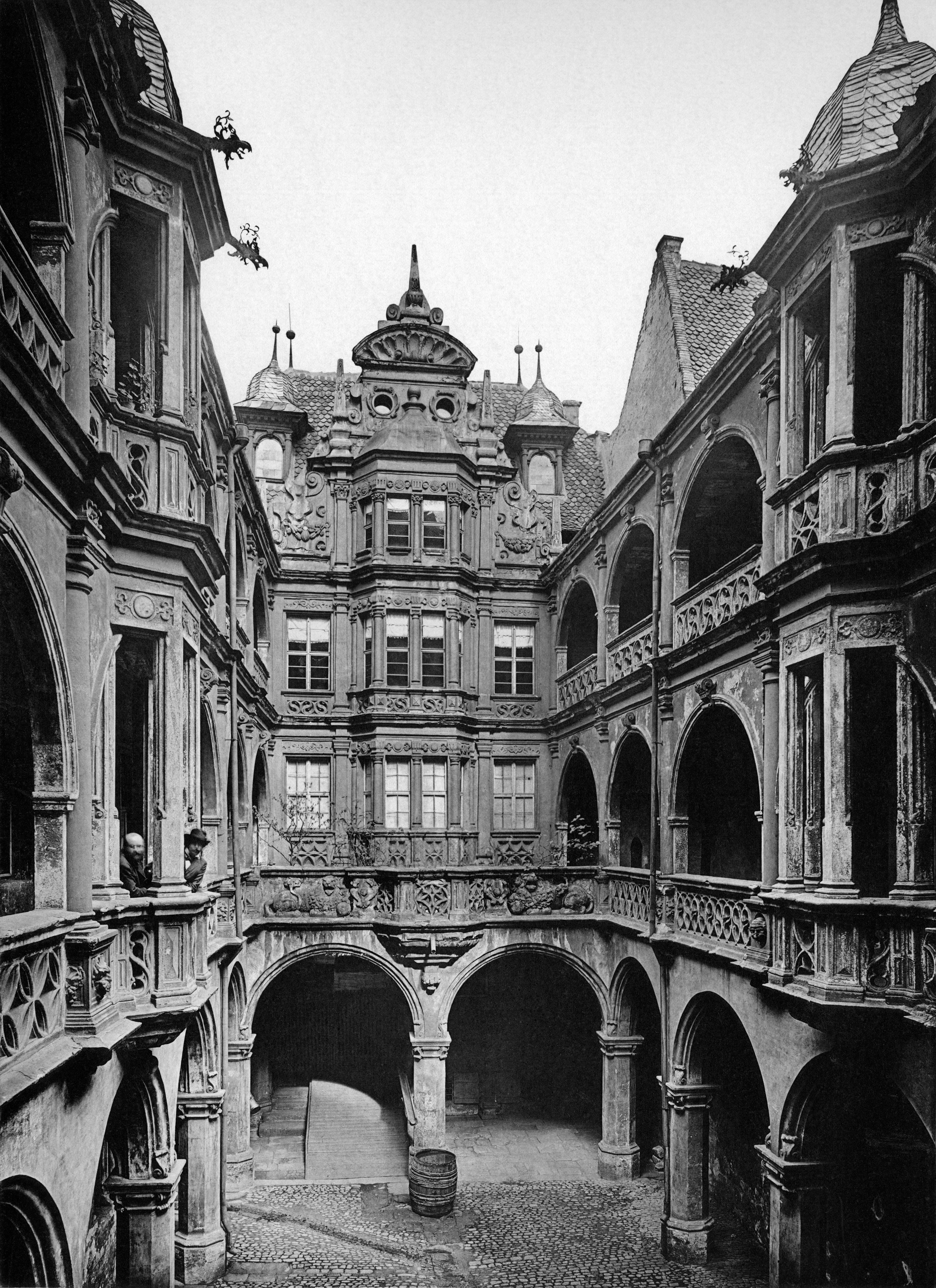
Cour intérieure, photo (1891)
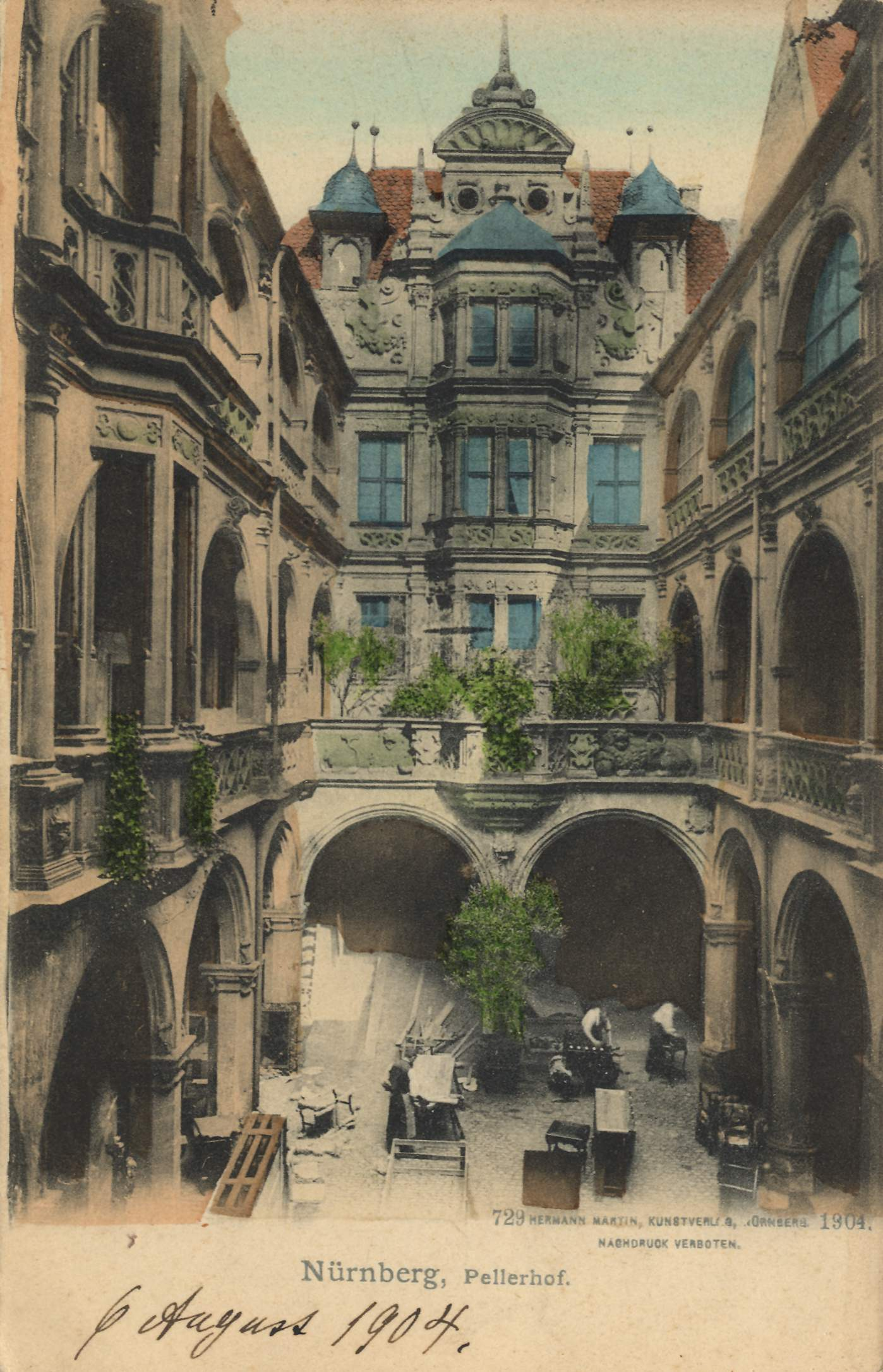
Cour intérieure, vue colorée (1904)

## Littérature
- (de) Swetje Bolduan, Herbert May, Nikolaus Bencker et Harald Pollmann, Pellerhaus Nürnberg, Nuremberg, Verlag Edition Hertel, 2009 (ISBN 978-3-9812921-0-7).
- Dieter Büchner: La "belle salle" du Pellerhaus, travaux de Nuremberg sur l'histoire de la ville et de l'état, volume 55, série de publications des archives de la ville de Nuremberg, Nuremberg 1965.
- Erich Mulzer : Hôtels particuliers de Nuremberg. Nuremberg: Spindler, 1954, 68 pages (2. Édition, 1964)
- Erich Mulzer: L'Egidienviertel et la vieille ville orientale. Dans: Erich Mulzer: Baedeker Nürnberg - City Guide, 9. Édition. Par Karl Baedeker. Ostfildern-Kemnat: Baedeker, 2000, 134 pages,  (ISBN 3-87954-024-1)
- Reinhold Schaffer: Le Pellerhaus de Nuremberg. Nuremberg; Berlin: Ulrich, 1934.
- Gerhard Seibold: Les Viatis et Peller, contributions à l'histoire de leur société commerciale, Cologne a. Vienne 1977.
- Ursula Tannert: En novembre, il y a 55 ans, la reconstruction du Pellerhaus posait problème. Le bâtiment de la Renaissance allait devenir un centre culturel. Dans: Nürnberger Zeitung n° 276 le 29 novembre 2007, Nürnberg plus, p. + 4 - en ligne
- Ute Wolf: Amis de la vieille ville sur le Pellerhof: «Fer de lance pour la reconstruction», dans: Nürnberger Zeitung n° 23, du 28/29 janvier 2006, p. 9.
- Ute Wolf: Reconstruction du Pellerhof : Des citoyens sans ambiguïté, commentaire NZ, dans: Nürnberger Zeitung n° 23, du 28/29 janvier 2006, p. 9.
- Josef Zimmermann: Martin Peller von Radolfzell et le Pellerhaus de Nuremberg, dans: Écrits de l'Association pour l'histoire du lac de Constance et de ses environs, 78. 1960, pages 110-113. ( Version numérisée )

## Liens web
- Pellerhaus (architecture Nuremberg)
- Informations des Amis de la vieille ville sur la reconstruction du Pellerhof
- Visualisation 3D du Pellerhaus sur l'Egidienplatz d'aujourd'hui - Johannes Tscharn, artiste 3D (ArchViz, ArtStation), consulté le 15. Mars 2019
- "La belle chambre" du Pellerhaus
- L'entreprise de construction GS SCHENK de Fürth documente la reconstruction du Pellerhaus
- Les plans de façade du Pellerhof redécouverts reviennent à Nuremberg, Marktspiegel, 29. Novembre 2017

## Source de traduction
- (de) Cet article est partiellement ou en totalité issu de l’article de Wikipédia en allemand intitulé « Pellerhaus » (voir la liste des auteurs).